# Joe Allen
Joseph Michael Allen (født 14. marts 1990) er en walisisk professionel fodboldspiller, som spiller for EFL Championship-klubben Swansea City. 

## Klubkarriere

### Swansea City
Allen begyndte sin karriere hos Swansea City, hvor han havde spillet siden han var ni år gammel. Han fik sin førsteholdsdebut den 15. januar 2007 i en FAW Premier Cup-kamp imod Port Talbot Town da han var bare 16 år gammel. Han fik flere chancer på førsteholdet herefter, og i august 2007 skrev han sin første professionelle kontrakt med klubben.
Allens førsteholdsgennembrud kom i 2008-09 sæsonen, hvor han fik en større rolle på holdet, da han hovedsageligt spillede som indskifter. Hans helt store gennembrud kom dog i 2010-11 sæsonen under træner Brendan Rodgers, hvor han blev en fast mand på midtbanen. Sæsonens kulminerede med, at Swansea vandt oprykningsslutspillet, og dermed blev den første walisiske klub til at rykke op i Premier League.
Han spillede i 36 ud af klubbens 38 kampe i deres første Premier League sæson, og scorede fire mål.

### Liverpool
Allen skiftede i august 2012 til Liverpool, hvor han fulgte Brendan Rodgers, som var blevet hyret at klubben samme sommer. Han etablerede sig her som en vigtig del af holdet, hvor han varierede med at være starter og være rotationsspiller. Hans rolle blev dog reduceret over tid, hovedsageligt som resultat af skader, og især efter Rodgers fyring i oktober 2015.

### Stoke City
Allen skiftede i juli 2016 til Stoke City, da han ønskede mere spilletid. Han havde en god debutsæson for Stoke, da han scorede seks mål imens at The Potters sluttede på 13. pladsen. 2017-18 sæsonen blev dog skuffende for klubben, da den resulterede i, at Stoke rykkede ned fra Premier League. Trods dette, så sagde Allen, at han ønskede at blive i klubben.
Allen fortsatte som en vigtig del af Stoke mandskabet over de næste sæsoner. Han blev i juli 2021 udnævnt som holdets nye anfører.

### Swansea City retur
10 år efter han havde forladt klubben, så vendte Allen i juli 2022 tilbage til Swansea City, efter at have forladt Stoke ved kontraktudløb.

## Landsholdskarriere

### Ungdomslandshold
Allen har repræsenteret Wales på flere ungdomsniveauer.

### Olympiske landshold
Allen var del af Storbritanniens trup til sommer-OL 2012.

### Seniorlandshold
Allen debuterede for Wales' landshold den 29. maj 2009. Han var del af Wales' trupper til EM 2016 og 2020 og til VM 2022. Allen annoncerede i februar 2023, at han stoppede for landsholdet. Han opnåede 74 kampe og scorede to mål.

## Titler
Individuelle
- Europamesterskabet Turneringens hold: 1 (2016)
- Årets fodboldspiller i Wales: 1 (2012)